# Tasso
Pour l’article ayant un titre homophone, voir Tasseau.
Pour les articles homonymes, voir Tasso (homonymie).
Ne doit pas être confondu avec Tasso (Bénin).
Tasso est une commune française située dans la circonscription départementale de la Corse-du-Sud et le territoire de la collectivité de  Corse. Elle appartient à la microrégion du Talavo.

## Géographie
Tasso est un petit village qui est situé à 65 kilomètres de la grande ville Ajaccio. Le village est situé à proximité de communes plus ou moins peuplées telles Ciamannacce, Palneca, Zicavo ou encore Cozzano. La population du village diffère en fonction des saisons, l'été le village gagne d'année en année en habitants et peut atteindre un total de près de 350 habitants.

## Urbanisme

### Typologie
Au 1er janvier 2024, Tasso est catégorisée commune rurale à habitat dispersé, selon la nouvelle grille communale de densité à sept niveaux définie par l'Insee en 2022.
Elle est située hors unité urbaine. Par ailleurs la commune fait partie de l'aire d'attraction d'Ajaccio, dont elle est une commune de la couronne,. Cette aire, qui regroupe 79 communes, est catégorisée dans les aires de 50 000 à moins de 200 000 habitants,.

### Occupation des sols
L'occupation des sols de la commune, telle qu'elle ressort de la base de données européenne d’occupation biophysique des sols Corine Land Cover (CLC), est marquée par l'importance des forêts et milieux semi-naturels (94 % en 2018), une proportion sensiblement équivalente à celle de 1990 (95,4 %). La répartition détaillée en 2018 est la suivante : 
forêts (65,6 %), espaces ouverts, sans ou avec peu de végétation (16,2 %), milieux à végétation arbustive et/ou herbacée (12,2 %), zones agricoles hétérogènes (6 %). L'évolution de l’occupation des sols de la commune et de ses infrastructures peut être observée sur les différentes représentations cartographiques du territoire : la carte de Cassini (XVIIIe siècle), la carte d'état-major (1820-1866) et les cartes ou photos aériennes de l'IGN pour la période actuelle (1950 à aujourd'hui).

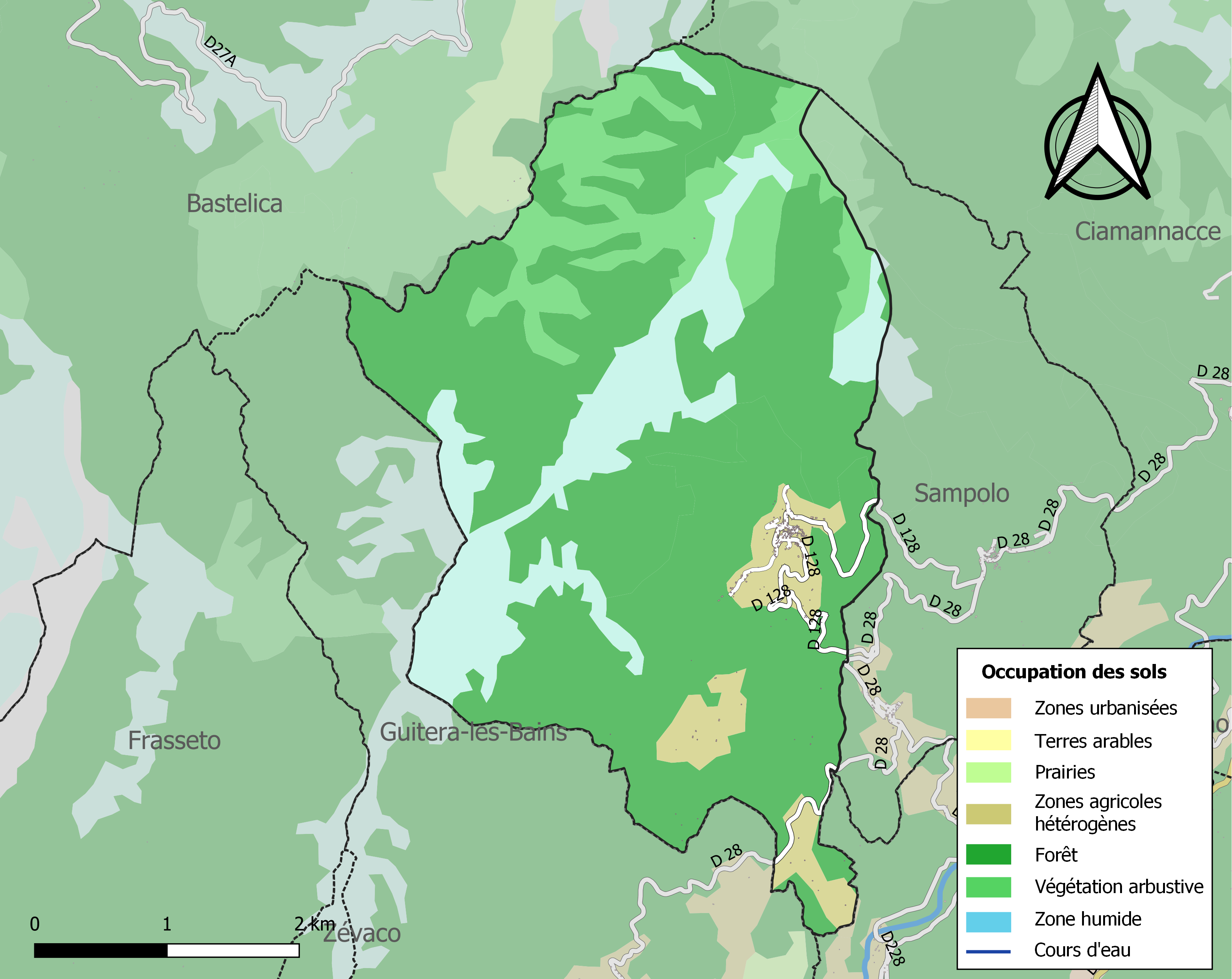
Carte des infrastructures et de l'occupation des sols de la commune en 2018 (CLC).
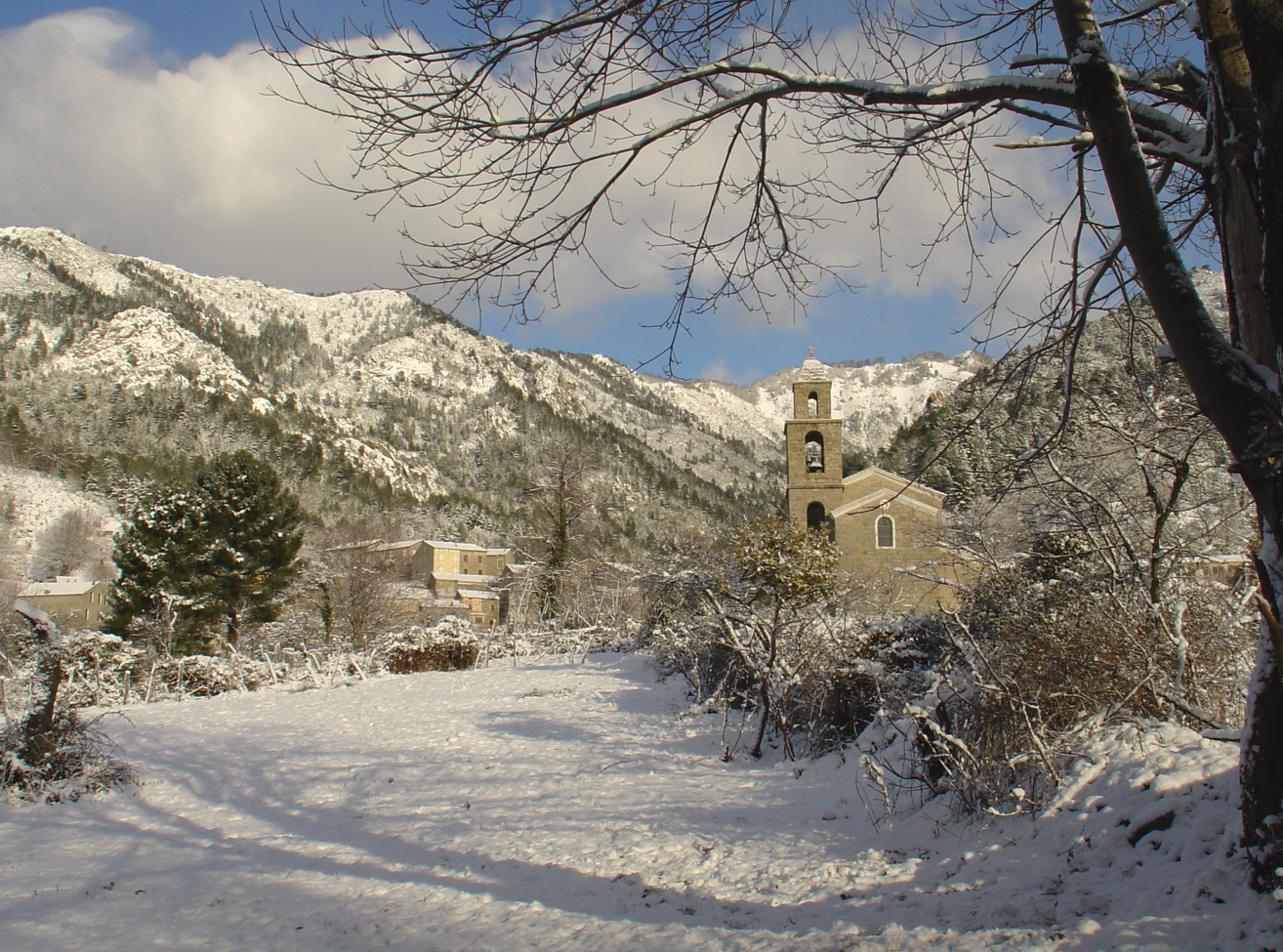
Tasso sous la neige - Décembre 2003

## Toponymie
Le nom en corse de la commune est U Tassu, issu du corse tassu “if”.

## Histoire
Si l'on en croit les sources de livres[Lesquels ?], ce petit village de Corse-du-Sud devait initialement porter le nom de Bonelli à l'époque[Laquelle ?]. Car lors d'un voyage dans toute la Corse, un dénommé Bonelli mit un pied au sein du village et fit écrire les lignes de son histoire. Mais s'étant joint à ses camarades de familles dont l'un se nommait Tasso, il décida non pas de choisir Bonelli comme nom pour inaugurer le village mais bien Tasso (prétextant que le nom de Tasso passait mieux et faisait référence à l'arbre corse qui porte le nom de "U Tassu")[réf. nécessaire].

## Politique et administration
| Période | Période  | Identité  | Étiquette | Qualité                    |
| ------- | -------- | --------- | --------- | -------------------------- |
| 2001    | En cours | Jean Tomi | MPF       | Retraité de l'enseignement |

## Démographie
L'évolution du nombre d'habitants est connue à travers les recensements de la population effectués dans la commune depuis 1800. Pour les communes de moins de 10 000 habitants, une enquête de recensement portant sur toute la population est réalisée tous les cinq ans, les populations de référence des années intermédiaires étant quant à elles estimées par interpolation ou extrapolation. Pour la commune, le premier recensement exhaustif entrant dans le cadre du nouveau dispositif a été réalisé en 2005.

En 2022, la commune comptait 88 habitants, en évolution de −19,27 % par rapport à 2016 (Corse-du-Sud : +7,61 %, France hors Mayotte : +2,11 %).
| 1800 | 1806 | 1821 | 1831 | 1836 | 1841 | 1846 | 1851 | 1856 |
| ---- | ---- | ---- | ---- | ---- | ---- | ---- | ---- | ---- |
| 230  | 279  | 265  | 338  | 243  | 363  | 402  | 425  | 453  |

| 1861 | 1866 | 1872 | 1876 | 1881 | 1886 | 1891 | 1896 | 1901 |
| ---- | ---- | ---- | ---- | ---- | ---- | ---- | ---- | ---- |
| 472  | 497  | 506  | 544  | 362  | 285  | 426  | 521  | 511  |

| 1906 | 1911 | 1921 | 1926 | 1931 | 1936 | 1946 | 1954 | 1962 |
| ---- | ---- | ---- | ---- | ---- | ---- | ---- | ---- | ---- |
| 554  | 622  | 613  | 558  | 579  | 642  | 593  | 247  | 139  |

| 1968 | 1975 | 1982 | 1990 | 1999 | 2005 | 2006 | 2010 | 2015 |
| ---- | ---- | ---- | ---- | ---- | ---- | ---- | ---- | ---- |
| 137  | 134  | 122  | 91   | 97   | 102  | 98   | 93   | 107  |

| 2020 | 2022 | - | - | - | - | - | - | - |
| ---- | ---- | - | - | - | - | - | - | - |
| 87   | 88   | - | - | - | - | - | - | - |

## Sources